# Бандитский Петербург. Фильм 5. Опер
«Бандитский Петербург. Фильм 5. Опер» — российский пятисерийный художественный фильм по мотивам произведения Андрея Константинова и Александра Новикова «Мент», пятая часть криминального сериала «Бандитский Петербург». Премьера состоялась 10 апреля 2003 года на НТВ.

## В ролях
- Михаил Разумовский — Александр Андреевич Зверев, оперуполномоченный/заключённый нижнетагильской колонии, капитан милиции/бывший капитан милиции
- Олеся Судзиловская —  Анастасия Михайловна Тихорецкая, народный судья, жена Тихорецкого (1—4 серии)
- Сергей Лысов —  Павел Сергеевич Тихорецкий, 1-й заместитель начальника ГУВД по Санкт-Петербургу и Ленинградской области, полковник милиции (1—4 серии)
- Борис Бирман — Александр Михайлович Мальцев (Саша «Солдат»), лидер ОПГ, друг Зверева (1—4 серии)
- Александр Домогаров — Андрей Викторович Обнорский («Серёгин»), криминальный журналист, заключённый нижнетагильской колонии (5 серия)
- Анна Самохина — Екатерина Дмитриевна Званцева-Гончарова, бывшая жена Олега Званцева (5 серия)
- Леонид Михайловский — Семён Борисович Галкин, старший оперуполномоченный (1—5 серии)
- Юрий Овсянко — Дмитрий Михайлович Сухоручко, оперуполномоченный (1 серия) (погиб от рук малолетних преступников)
- Татьяна Ткач — Марина Вильгельмовна Ксендзова, народный судья  (4 серия)
- Александр Товстоногов — Магомет Алиевич Джабраилов, заместитель директора лакокрасочного завода, предприниматель (2—3 серии)
- Андрей Толубеев — Геннадий Петрович Ващанов, подполковник милиции, 1-й заместитель начальника ОРБ (3—4 серии)
- Юрий Цурило — Роман Константинович Семёнов, бывший офицер специальных служб секретного отдела ЦК КПСС, глава агентства «Консультант» (5 серия)
- Владимир Миронов —  Николай, прапорщик нижнетагильской колонии (5 серия)
- Михаил Теплицкий — конвоир «Крестов», предупреждающий Зверева о готовящейся над ним расправе (4 серия)
- Лидия Доротенко — дворник, обнаружившая дочь Мальцева в подвале (1 серия)
- Николай Годовиков — Вадим Вадимович Филатов, следователь прокуратуры Санкт-Петербурга (5 серия)
- Вадим Романов — Владимир Петренко, начальник СИЗО для несовершеннолетних, однокурсник Зверева (4 серия)
- Сергей Мурзин — Станислав, член ОПГ Мальцева  (3—5 серии) (в титрах 3 серии не указан)
- Игорь Шибанов — Моисеич, директор универсама (4 серия)
- Сергей Русскин — Иван Данилович Жаров, начальник колонии в Нижнем Тагиле (5 серия)
- Игорь Головин — Геннадий Адольфович (Гена «Гитлер»), лидер ОПГ (4 серия)
- Евгений Меркурьев — Михаил (дядя Миша «Косарь») (3 серия)
- Денис Рейшахрит — Адам, заключённый нижнетагильской колонии, друг Зверева (5 серия)
- Александр Кабанов — Алексей (Лёша «Нос»), вор (1 серия)
- Владимир Ермилов — Михаил Иванович Давыдов, майор милиции (1 серия)
- Марк Гаврилов — «Кент», бандит ОПГ Мальцева (2 и 3 серии)
- Сергей Воробьёв — «Слон», бандит ОПГ Мальцева (2 и 3 серии)
- Олег Речкин — «Киндер», бандит ОПГ Мальцева (2, 3, 4 серии) (в титрах 3 серии не указан)
- Андрей Шарков — Михаил Давыдович Эрлих, врач-нейрохирург (3 серия)
- Александр Маскалин — Константин Евгеньевич Шведов, юрисконсульт (3 серия)
- Олег Соколов — начальник конвоя, на пересылке (1 серия)
- Елизавета Вавилина — Екатерина Александровна (Катя) Мальцева, дочь Мальцева (1 серия) (в титрах – Лиза Вавилина)
- Александр Баранов — «Хрящ», бандит ОПГ Мальцева (2, 3, 4 серии) (в титрах 2 и 3 серии не указан)
- Станислав Мухин — «Седой», бандит (2 серия)

### Озвучивание
- Станислав Соколов — Семён Борисович Галкин
- Игорь Шибанов — «Косарь»
- Валерий Кухарешин — текст за кадром
- Борис Смолкин — Магомед Джабраилов
- Аркадий Волгин — прапорщик на зоне (роль Михаила Теплицкого)

## Съёмочная группа
- Автор сценария: Андрей Бенкендорф, Андрей Константинов (роман)
- Постановка: Андрей Бенкендорф, Владислав Фурман
- Оператор-постановщик: Валерий Мюльгаут
- Художник-постановщик: Юрий Пашигорев
- Композитор: Игорь Корнелюк
- Звукорежиссёр: Михаил Викторов
- Монтаж: Мария Амосова, Александр Зарецкий
- Художник-гример: Елена Козлова
- Художник по костюму: Татьяна Дорожкина
- Режиссёр: Сергей Макаричев
- Оператор: Александр Богданчиков
- Редактор: Фрижета Гукасян
- Подбор актёров: Константин Виссарионов
- Постановщик трюков: Сергей Головкин
- Исполнительный продюсер: Владимир Бортко, Георгий Мауткин
- Продюсер: Владимир Досталь

## Сюжет
По мотивам произведения Андрея Константинова и Александра Новикова «Мент».

### Первая серия
1992 год. Поезд специального назначения, принадлежащий УФСИН, перевозит группу арестантов в места лишения свободы. Среди них находится бывший опер (оперуполномоченный) Александр Зверев. Он, сидя в камере вагона, ностальгирует по периоду своей жизни, в котором он работал в органах.
1986 год. Бывшего стажёра Александра Зверева принимают на службу в милицию на постоянной основе. Постепенно Зверев становится опытным опером, который на хорошем счету как у коллег, так и у начальства. В 1991 году в отдел приводят авторитета Мальцева за избиение, и Зверев его отпускает за оплату ущерба, а позже одним из его дел становится задержание наркоторговца. Позже Зверев случайно находит в подвале изнасилованную несовершеннолетнюю девочку, отцом которой оказывается известный бандит — «Саша-Солдат», которого Зверев допрашивал недавно. Девочка умерла в больнице, а Зверев узнаёт от начальства, что изнасилование совершено сыном высокопоставленного чиновника и его приятелями. Понимая, что дело «спустят на тормозах», Зверев тайно информирует «Солдата» о местонахождении убийц. «Солдат» убивает всех троих, повесив их в подвале на собачьих поводках.
Зверев вскоре влюбляется в пришедшую к его начальнику, полковнику Тихорецкому жену Анастасию Михайловну, работающую судьёй. Далее опер внезапно узнаёт, что ему и его сослуживцам грозят неприятности из-за нарушений Уголовно-процессуального кодекса, допущенных во время обыска на квартире ранее задержанного наркоторговца. Коллега Александра, старый опер Галкин, советует ему договориться с судьёй Тихорецкой.

### Вторая серия
Зверев встречает возвращающуюся с работы Анастасию Михайловну и ведёт её в кафе. Посидев в кафе до позднего вечера, они вместе идут к Анастасии домой.
Анастасия приглашает Александра провести с ней ночь, намекая, что муж в командировке. У них случается любовная связь, а утром Саша делает Насте предложение руки и сердца. Однако Настя отказывает Звереву, ссылаясь на финансовую несостоятельность опера.
Однажды Настя сама прибегает в слезах к Саше домой и рассказывает ему, что её муж, как выяснилось, бандит и рэкетир. Из Настиного рассказа становится ясно, что его же начальник, полковник милиции Тихорецкий Павел Сергеевич «отмывает» деньги лакокрасочного завода совместно с преступной группировкой. Тут вырисовывается одна из фигур — Магомед  Джабраилов. Тихорецкая подговаривает Зверева отнять принадлежащие бандитам деньги. Влюблённый Зверев, веря, что таким образом сможет завоевать Настю, соглашается и подключает «Солдата» Мальцева и его друзей.
Через несколько дней план удаётся: ребята подъезжают к дому Джабраилова. Они похищают Магомеда и требуют вернуть деньги — 300 000 «зелёных». Магомед соглашается отдать половину суммы, в задаток.

### Третья серия
Получив от Джабраилова половину требуемой суммы, Зверев с Мальцевым уходят, дав Магомеду предупреждение о неизбежности выплаты второй половины.
Полковник Тихорецкий раскусил Джабраилова в «транжирстве общака». Правоохранительные органы изобличают Зверева и Мальцева в вымогательстве и готовят задержание. Дело поручают вести подполковнику Геннадию Ващанову.
После передачи денег в машине Джабраилова обнаруживается «жучок». Появляется  ОМОН. Всех задерживают, однако Звереву удаётся бежать. Он понимает, что совершил ещё одно преступление — оказал сопротивление при задержании.
Какое-то время Зверев скрывается в квартире старого вора по кличке «Косарь», которого Зверев спас от заключения. С его слов он узнаёт, что было совершено покушение на убийство судьи Анастасии Тихорецкой, сопряженное с грабежом. Зверев пробирается к Насте в больницу. Та пугается его, заявляя, что на неё покушался именно он, и прогоняет Александра.

### Четвёртая серия
Зверев приходит к сообщникам «Солдата», находящегося под следствием. Бывший опер предлагает им план.
Намечается очередная бандитская разборка. От авторитета «Гитлера» приходит человек и заявляет, что те предъявляют претензии. «Стрелку» ребята назначают в подсобных и складских помещениях супермаркета. Там друзья Мальцева и Зверев устраивают засаду.
Зверев звонит своему бывшему напарнику Сене Галкину и назначает встречу. Разговор прослушивает Ващанов и готовит наряд, который арестовывает Зверева. Зверева сажают в Кресты. Полковник Тихорецкий требует от Зверева вернуть деньги, которые украдены у Джабраилова и угрожает инвалидностью в тюрьме. Зверев встречает своего сообщника Сашу «Солдата», ожидающего суда в той же тюрьме. Зверева и Мальцева переводят в камеру малолеток – начальник СИЗО оказывается однокашником Зверева. Тем временем неизвестный стреляет в окно судьи Ксендзовой из обреза, затем звонит по телефону и требует оправдать Зверева и Мальцева. Однако им обоим дают сроки, и отбывать они их будут в разных тюрьмах. Следователь переводит Зверева в Нижнетагильскую колонию, предназначенную для отбывания бывших сотрудников правоохранительных органов, а Мальцева — в Архангельскую.

### Пятая серия
В Нижнетагильской исправительной колонии № 13 получают указание «прессовать» заключённого Зверева; за отказ от унизительной работы его сначала поселяют в ШИЗО, а потом в ПКТ (помещение камерного типа). Зверев направляет жалобу в прокуратуру. Друзья помогают ему избежать дальнейших издевательств. За два года Зверев вырастает в должность завхоза и неожиданно в столовой сталкивается с журналистом Обнорским, отбывающим срок в той же тюрьме. Вскоре Андрея вызывают к начальству, где его ждёт Семёнов. Он сообщает, что Андрея скоро выпустят, потому что человек, который подбросил Обнорскому пистолет, якобы арестован (хотя на самом деле был убит). В мае 1996 года Андрей выходит на свободу, пообещав Звереву разобраться в его деле с Настей и деньгами.

## Песни в фильме
- Игорь Корнелюк — «Живу я клёво!»